# Patalene aquosus
Patalene aquosus là một loài bướm đêm trong họ Geometridae.